# Hilfswillige

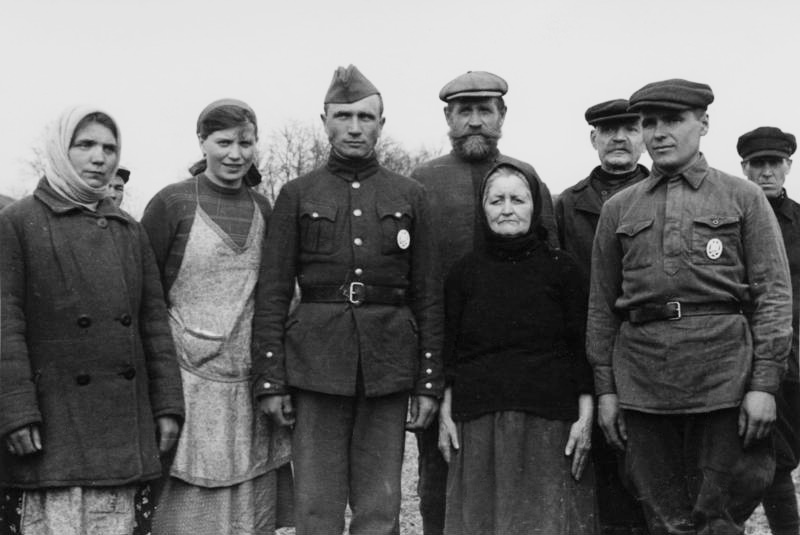
Okupowane tereny ZSRR, styczeń 1942. Dwaj hiwisi z odznakami Sturmabzeichen

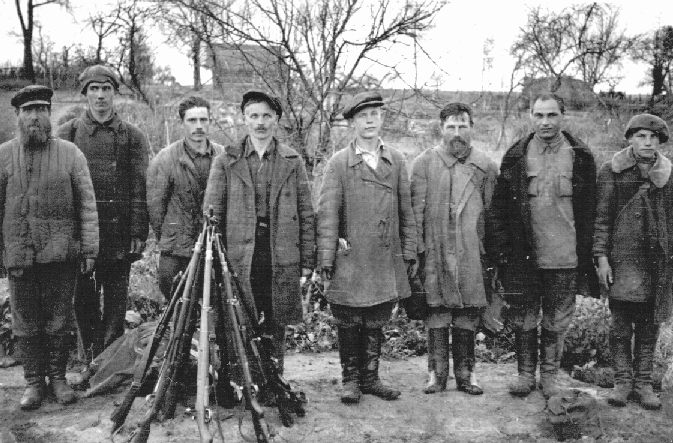
Rosyjscy hiwisi pomagający Niemcom w łapaniu partyzantów. Obwód nowogrodzki, lato 1942

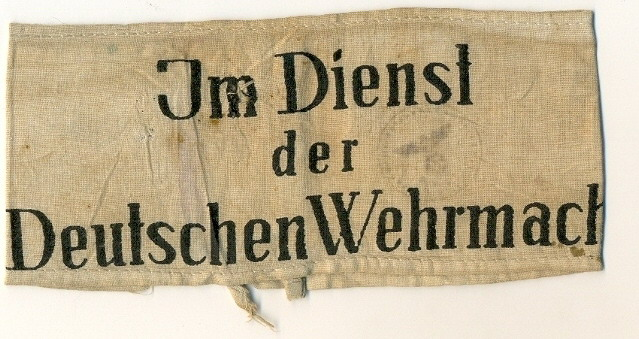
Biała opaska z napisem: „Im Dienst der Deutschen Wehrmacht” (W służbie niemieckiego Wehrmachtu) noszona przez hiwisów

Hilfswillige (również hiwi, hiwisi) – byli jeńcy wojenni z Armii Czerwonej i sowieccy cywile w służbie Wehrmachtu, wykonujący czynności pomocnicze podczas II wojny światowej.
Pierwsze grupy hiwisów pojawiły się w niemieckich jednostkach wojskowych walczących na froncie wschodnim już wczesną jesienią 1941, czyli krótko po rozpoczęciu wojny ze Związkiem Radzieckim. Najczęściej dotyczyło to oddziałów zaopatrzeniowych i tyłowych. Ich dowódcy widzieli potrzebę zastąpienia żołnierzy niemieckich w czynnościach pomocniczych. Hiwisi wykonywali tak zwaną służbę pomocniczą (Hilfsdienst), to jest służyli jako woźnice, furmani, kierowcy, tragarze, rzemieślnicy, tłumacze, sanitariusze. Byli też używani jako siła robocza do budowy umocnień, dróg, miejsc zakwaterowania i tym podobnych. Pracowali pojedynczo lub w grupach, przydzieleni do poszczególnych formacji wojskowych Wehrmachtu. Na początku nie mieli prawa noszenia broni (z wyjątkiem Bałtów i Ukraińców), co jednak po pewnym czasie w stosunku do części z nich zmieniło się. Hiwisi nosili ubrania cywilne lub mundury sowieckie z odprutymi stopniami i oznaczeniami. Na ramieniu mieli najczęściej białą opaskę z napisem: „Im Dienst der Deutschen Wehrmacht” (W służbie niemieckiego Wehrmachtu).
Ich liczebność w niemieckich wojskach bardzo szybko rosła: w kwietniu 1942 było ich około 200 tysięcy, zaś w czerwcu 1943 już 600 tysięcy. Status hiwisów początkowo nie był sformalizowany – nastąpiło to dopiero w 1942 i 1943. Według dyrektywy z 16 sierpnia 1942 generała Franza Haldera, szefa Sztabu Generalnego niemieckich wojsk lądowych, wszystkie oddziały i formacje sformowane z mieszkańców ZSRR zostały nazwane „wojskami wschodnimi”, a ich członkowie – Freiwillige. W dyrektywie były wymienione 4 grupy takich osób, w tym byli jeńcy wojenni i cywilni ochotnicy, służący we frontowych i tyłowych jednostkach wojskowych, to jest hiwisi.
Niemieckie ustalenia przewidywały, że w dywizjach piechoty powinno być etatowo 700 hiwisów. Wprowadzony w październiku 1943 etat tak zwanego nowego stylu ustalał ich liczebność w dywizjach na 2005 ludzi. Najczęściej ich liczba była jednak o wiele większa, na przykład w Dywizji Großdeutschland ich liczba była tak duża, że wydawano dla nich gazetkę po rosyjsku. Hiwisi występowali też w etatach jednostek Waffen-SS, w tym cudzoziemskich. W dywizjach górskich powinno ich być 2782, dywizjach grenadierów – 1854, zaś kawalerii – 1009.
Status hiwisów posiadali również byli jeńcy wojenni i ochotnicy cywilni, zgrupowani w specjalnych jednostkach, najczęściej o charakterze budowlanym. Pierwszym tego typu oddziałem był 286 Batalion Hiwisów, sformowany w sierpniu 1942 spośród kadry niemieckiej i około 1 tysiąca byłych jeńców sowieckich. Z reguły były one uzbrojone w lekką broń piechoty do bezpośredniej obrony. Podobne jednostki tworzyła Luftwaffe.
Od roku 1942 spośród części hiwisów tworzone były przez Niemców tak zwane Osttruppen, przeznaczone do walki z partyzantami i na froncie. Hiwisi występowali w niemieckich jednostkach wojskowych do końca wojny, zaś po jej zakończeniu zdecydowana ich większość (podobnie jak własowcy) wydana została ZSRR w ramach operacji Keelhaul.